# Eriopyga cracerdota
Eriopyga cracerdota là một loài bướm đêm trong họ Noctuidae.